# Escuela universitaria de Wanganui
Whanganui Collegiate School (anteriormente Wanganui Collegiate School ; ver aquí) es una escuela secundaria integrada por el estado, mixta, diurna e internada en Whanganui, región de Manawatū-Whanganui, Nueva Zelanda. La escuela está afiliada a la iglesia anglicana.

## Acerca de
Whanganui Collegiate School fue fundada como Wanganui Collegiate School en 1854 gracias a una concesión de tierras en 1852 por parte del gobernador de Nueva Zelanda, Sir George Gray, al obispo de Nueva Zelanda, George Augustus Selwyn, con el propósito de establecer una escuela.
Sir George Gray, durante sus tiempos como gobernador en Sudáfrica, Australia y Nueva Zelanda, también está afiliado con el establecimiento de otras instituciones educativas como Auckland Grammar School en Auckland, Nueva Zelanda, Gray College en Bloemfontein, Sudáfrica y Gray High School en Port Elizabeth, Sudáfrica.
La escuela se trasladó a su sitio actual en 1911. Originalmente era una escuela solo para niños, pero en 1991 comenzó a admitir niñas en los niveles superiores y pasó a ser completamente mixta en 1999. La escuela celebró su 150 aniversario en 2004.
St George's School se mudó al campus de Collegiate en 2010. Las escuelas combinadas brindan educación primaria para estudiantes diurnos en el campus de St George y educación secundaria para estudiantes diurnos e internos en el campus de Collegiate.
Collegiate es miembro internacional de The Headmasters' and Headmistresses' Conference (HMC), que representa a los directores de las principales escuelas independientes de Irlanda, el Reino Unido y las escuelas internacionales, principalmente de la Commonwealth. Wanganui Collegiate es una de las tres únicas escuelas miembros de Nueva Zelanda.
Desde 2019, Collegiate ha sido una de las tres escuelas de Round Square en Nueva Zelanda junto con King's College y Christ's College .
El príncipe Eduardo, duque de Edimburgo, pasó dos períodos en 1982 en la escuela como maestro júnior durante su año sabático .
En noviembre de 2012, se anunció que la escuela se integraría al sistema estatal a partir de enero de 2013, luego de requerir un rescate de $ 3.8 millones del gobierno para mantenerse a flote.
En enero de 2019, la Junta de Síndicos de la Escuela Colegiada de Whanganui y la Junta de Síndicos de la Universidad de Whanganui votaron por unanimidad para agregar una 'h' a la ortografía de 'Wanganui', siguiendo a otras organizaciones locales y escuelas secundarias después de que el distrito de Whanganui fuera renombrado de manera similar en noviembre de 2015.

## Vida escolar
Como internado, el sistema de casas juega un papel importante en la vida estudiantil. Cada casa (de las cuales hay 6 en total; cuatro para niños y dos para niñas) alberga aproximadamente a 80 estudiantes, y cada una tiene su propio Housemaster, Assistant Housemaster y Matron. Las escuelas se llaman Harvey, que lleva el nombre del reverendo BW (Bache Wright) Harvey, Hadfield, que lleva el nombre de Octavius Hadfield, Gray, que lleva el nombre de George Gray, Selwyn, que lleva el nombre de George Selwyn, Godwin y Bishops.
Los terrenos de la escuela también albergan numerosas instalaciones deportivas, incluido el gimnasio Izard, el centro de cricket de alto rendimiento, un césped de hockey de superficie acuática, un campo de campo traviesa de tamaño completo y muchos campos de deportes de equipo. Los estudiantes utilizan el cercano río Whanganui para entrenar y competir en remo ; el remo es uno de los deportes en los que Collegiate se ha destacado tradicionalmente, habiendo ganado la Copa Maadi 17 veces, un récord nacional. El equipo femenino colegiado tuvo un año particularmente fuerte en 2006 cuando ganó la carrera femenina más prestigiosa en la parte baja de la Isla Norte, el Trofeo Levin Jubilee, por primera vez. Desafortunadamente, tal éxito no pudo repetirse en el escenario nacional, con las ocho chicas sub-18 solo logrando el bronce en la penúltima carrera de la Copa Maadi 2007. La escuela también alberga el popular Festival de críquet de Whanganui cada año, en el que más de 1000 jugadores de críquet muestran sus habilidades durante todo el mes de enero.
Desde 1925, el equipo de rugby 'First XV' de la escuela ha jugado contra Christ's College, Wellington College y Nelson College en un torneo anual de rugby cuadrangular, este torneo se juega en una escuela diferente cada año jugando en Collegiate una vez cada cuatro años. En los últimos tiempos, este torneo ha sido dominado por Wellington College. Wanganui Collegiate ganó por última vez en 1991.
Desde 1994, la Escuela de Ópera de Nueva Zelanda ha sido alojada en Collegiate por Donald Trott.

## Exalumnos notables
- Brigadier Leslie Andrew, WW1 Victoria Cross & DSO recipiente
- Chris Amon, piloto de carreras de Fórmula 1, campeón de las 24 Horas de Le Mans de 1966
- Harriet Austin, remera
- Earl Bamber, piloto de carreras profesional, campeón de las 24 Horas de Le Mans de 2015 y de las 24 Horas de Le Mans de 2017
- Andrew Bayly, diputado del Partido Nacional
- Cameron Brewer, concejal de Auckland
- Tom Bruce, jugador de críquet internacional de Nueva Zelanda
- Robin Cooke, Barón Cooke de Thorndon, Señor de la ley
- Mark Cooper, presidente del Tribunal de Apelaciones de Nueva Zelanda
- Profesor Michael Corballis, profesor de psicología
- Wyatt Creech, vice primer ministro
- Simon Dickie, medallista de oro olímpico en remo
- Príncipe Eduardo, duque de Edimburgo
- Sir Harold Gillies, padre de la cirugía plástica
- Leon Götz, diputado del Partido Nacional[16]
- Sir Richard Harrison, diputado del Partido Nacional y presidente de la Cámara
- Volker Heine, físico
- Joline Henry, jugadora de baloncesto Silver Fern
- Nichkhun Horvejkul, cantante y actor tailandés-estadounidense con sede en Corea del Sur, miembro de la banda de chicos de Corea del Sur 2PM
- Jimmy Hunter, miembro de The Original All Blacks
- Sir Roy Jack, diputado del Partido Nacional,[17] Presidente de la Cámara y Ministro del Gabinete
- Shehan Karunatilaka, ganador del premio Booker
- David Kirk, capitán ganador de la Copa Mundial All Black y ex director ejecutivo de Fairfax Media
- Patrick Marshall, geólogo
- Hamish McDouall, alcalde de Wanganui
- Sir John McGrath, procurador general y juez de la Corte Suprema
- Ian McKelvie, diputado del Partido Nacional
- Vicemariscal del aire Cuthbert MacLean, oficial de la RAF
- Lloyd Morrison, empresario
- Arthur Porritt, Baron Porritt, exgobernador general de Nueva Zelanda, medallista olímpico
- Sir Hugh Rennie KC, abogado y empresario
- Earle Riddiford, abogado y montañero
- John Scott, ex director general de la Cruz Roja de Fiyi
- Rebecca Scown, medallista de oro olímpica en remo
- Ratú Sir Lala Sukuna, estadista de Fiyi
- Sir Brian Talboys, Viceprimer Ministro 1975-1981
- John Tanner, asesino
- Sir Ron Trotter, hombre de negocios
- Jeremy Wells, personalidad de radio y televisión
- Profesor David Williams, Tratado de Waitangi y jurista

## directores
- Charles Henry Sinderby Nicholls (1854–1865)
- Henry H. Godwin (1865–1877)
- George Richard Saunders (1878-1882)
- Bache Wright Harvey (1882-1887)
- Gualterio Empson (1888-1909)
- Paloma de Julian Llewellyn (1909-1914)
- Hugo último (1914-1916)
- Patricio Marshall (1917-1922)
- Robert Guy Wilson (1922)
- Charles Frederick Pierce (1922-1931)
- Juan Allen (1932-1935)
- Frank William Gilligan (1936-1954)[18]
- Rab Brougham Bruce-Lockhart (1954-1960)
- Tomas Umfrey Wells (1960-1980)
- Ian McKinnon (1980-1988)[19]
- Trevor Stanton McKinlay (1988-1995)
- Johnathan Rae Hensman (1995-2003)[20]
- Craig Considine (2003-2008)
- Tim Wilbur (2008-2013)
- Chris Moller (2013-2017)[21]
- Ross Brown (2017-2017) (en funciones)[22]
- Wayne Brown (2018-presente)

## Personal notable
- Joline Henry, Maestra de la Cámara de Obispos